# هاندردویت
هاندردویت (به انگلیسی: Hundredweight) یا centum weight یکای اندازه‌گیری وزن است که با حرف اختصاری cwt نمایش داده می‌شود و این یکا بر مبنای پوند (lb) تعریف می‌گردد که در انگلستان و آمریکا مقدار متفاوتی دارد و به صورت هاندردویت کوتاه و هاندردویت بلند تعریف می‌گردد.

## معادل‌ها
- هاندردویت بلند (به انگلیسی: long hundredweight) برابر است با ۱۱۲ پوند (۸ سنگ) که برابر است با ۵۰٫۸۰۲۳۴۵ کیلوگرم[۲] که در دستگاه امپراتوری کاربرد دارد.
- هاندردویت کوتاه (به انگلیسی: short hundredweight) برابر است با ۱۰۰ پوند که برابر است با ۴۵٫۳۵۹۲۳۷ کیلوگرم[۳] که در دستگاه آمریکایی کاربرد دارد.

همچنین هاندردویت در کانادا نیز معمول است که هاندردویت کوتاه با عنوان سنتال (به انگلیسی: cental) شناخته می‌شود به خصوص در  جاهایی که از هاندردویت باند استفاده می‌شود.
۲۰ هاندردویت بر حسب تن برابر با
- تن بلند long ton برابر با ۲٬۲۴۰ پوند
- تن کوتاه short ton برابر با ۲٬۰۰۰ پوند

است.